# Zwei Mütter (1957)
Zwei Mütter ist ein deutscher Spielfilm aus dem DEFA-Studio für Spielfilme von Frank Beyer aus dem Jahr 1957.

## Handlung
Die französische Fremdarbeiterin Madelaine bekommt kurz vor Ende des Zweiten Weltkrieges in einem deutschen Behelfskrankenhaus, welches in einer Schule eingerichtet wurde, einen Sohn. Die im selben Raum untergebrachte Deutsche Hedwig Schindler, die ebenfalls ein Kind erwartet, kümmert sich etwas um sie, denn die Geburt ist nicht komplikationslos abgelaufen. Nach Einschätzung des Arztes Dr. Weller hat die Französin nur geringe Chancen, ihren geschwächten Zustand zu überleben. Während eines Bombenangriffs bekommt auch die deutsche Frau ihr Kind, welches ebenfalls ein Sohn ist und von der Krankenschwester Jutta nachbehandelt wird. Kurz bevor die beiden Kinder in den Luftschutzraum gebracht werden können, wird das Kind der deutschen Mutter durch einen Bombentreffer getötet. Noch von Entsetzen gepackt, sieht die Krankenschwester, wie Hedwig das Kind der Französin, welches diese für das ihre hält, zu sich nimmt, und ist nicht in der Lage, Klarheit zu schaffen. Madelaine wird nach der Rückkehr aus dem Luftschutzkeller über den Tod ihres Kindes unterrichtet, doch sie erkennt sofort, dass es ihr Junge ist, den Hedwig in den Armen hält. Nur Schwester Jutta kann für Aufklärung sorgen, was sie aber nicht macht, da der Arzt mit dem Tod der Fremdarbeiterin rechnet. Doch diese übersteht die Erkrankung und fordert ihr Kind zurück. Sie kommt nicht zu ihrem Recht, denn die Krankenschwester spricht nicht, und der Arzt teilt ihr mit, ihr Kind sei umgekommen.
Nach Ende des Krieges fährt Madelaine wieder zurück in ihre Heimat und erfährt, dass ihr Mann von den Deutschen erschossen wurde, da er in der Résistance tätig war. Jetzt setzt sie alles daran, ihr Kind wiederzubekommen. Zuerst schreibt sie an den deutschen Arzt, dessen Frau, die Krankenschwester Jutta, den Brief entdeckt und vernichtet. Deshalb beauftragt sie jetzt eine Suchdienst-Organisation, die einen amerikanischen Bezirksrichter in der amerikanischen Zone beauftragt, die Angelegenheit aufzuklären. Dieser bestellt den Arzt zum Verhör, der aber nur seinen Wissensstand wiedergeben kann, also dass das Kind bei einem Bombenangriff ums Leben kam. Als sie vom Suchdienst diese Information erhält, entschließt sich Madelaine, nun vier Jahre nach dem Kriegsende, selbst nach Deutschland zu fahren.
Im Krankenhaus, welches Dr. Weller jetzt leitet, wird sie von diesem empfangen und zu seiner Frau nach Hause geschickt, mit der sie sich unterhalten soll. Diese wird langsam von Zweifeln geplagt, bleibt jedoch bei der Meinung, dass das Kind gestorben ist. Madelaine bleibt nichts anderes übrig, als wieder nach Hause zu fahren. Im Bahnhofsrestaurant will sie vor der Abfahrt ihres Zuges noch einen Kaffee trinken und wird hier von Hedwig bedient, die ihr Kind zur gleichen Zeit entbunden hat. Beide erkennen sich, jedoch verpasst Madelaine den Feierabend Hedwigs, erfährt aber von ihren Kollegen die Wohnanschrift. Am nächsten Tag will sie Hedwig besuchen und sieht im Vorgarten den spielenden Jungen Toni, in dem sie gleich ihren eigenen Sohn vermutet. Frau Schindler schickt Madelaine aufgeregt wieder weg, denn sie ist ja der festen Meinung, dass es sich bei Toni um ihr eigenes Kind handelt.
Jutta Weller klärt ihren Mann über die tatsächlichen Geschehnisse auf, wird aber von diesem gedrängt, weiterhin nicht die Wahrheit zu sagen. Er hat Angst, die Leitung des Krankenhauses zu verlieren, denn keiner wird glauben, dass er nicht die Wahrheit wusste, und es gibt bereits einen anderen Anwärter auf diesen Posten. Doch Jutta ist nun der festen Meinung, dass das Kind zur richtigen Mutter gehört, und klärt Madelaine auf. Um ihrem Mann nicht zu schaden, will sie sich von ihm trennen. Dieser liebt aber seine Frau und tritt aus eigenen Stücken von der Leitung des Krankenhauses zurück. Hedwig erfährt nun die ganze Wahrheit. Madelaine will den Jungen aber nicht gleich mitnehmen, denn jetzt ist er Hedwigs Kind, und wenn sie ihn später einmal mitnimmt, ist es ihr gemeinsames Kind.

## Produktion
Zwei Mütter wurde unter den Arbeitstiteln Das Kind der Anderen sowie Der oberpfälzische Kreidekreis nach der im Oktober 1954 in der Frankenpost veröffentlichten tragischen Geschichte der beiden Mütter Erna Rustler und Georgette Phelippeau, als Schwarzweißfilm gedreht und hatte seine Uraufführung am 28. Juni 1957 im Berliner Kino Babylon. Am 20. Juli 1957 wurde er im Programm des Deutschen Fernsehfunks gezeigt.
Die Dramaturgie lag in den Händen von Wolfgang Ebeling.

## Kritik
Horst Knietzsch vertrat im Neuen Deutschland die Meinung, dass es diesem Film an einer echt dramatischen Handlung und vor allem am Mut zur Kompromisslosigkeit, zum großen Konflikt fehle. Obwohl ein menschlich sauberer und anständiger Film, sei es nicht in Ordnung, wie versucht wurde, einen echten menschlichen Konflikt künstlerisch zu bewältigen.
Im Lexikon des internationalen Films steht, dass es sich um einen sympathischen, wenngleich etwas leidenschaftslosen Film handele, dessen völkerversöhnende Absicht unübersehbar sei.

## Veröffentlichung
Im Juni 2024 erschien Zwei Mütter in der DVD-Edition Frank Beyer – Alle DEFA-Spielfilme 1957–1991 in der Edition Filmjuwelen erstmals auf DVD.